# Região Geográfica Intermediária de Araçatuba
A Região Geográfica Intermediária de Araçatuba é uma das onze regiões intermediárias do estado brasileiro de São Paulo e uma das 134 regiões intermediárias do Brasil, criadas pelo Instituto Brasileiro de Geografia e Estatística (IBGE) em 2017. É composta por 44 municípios, distribuídos em três regiões geográficas imediatas.
Sua população total estimada pelo Instituto Brasileiro de Geografia e Estatística (IBGE) para 1º de julho de 2018 é de 803 141 habitantes, distribuídos em uma área total de 18 785,620 km².
Araçatuba é o município mais populoso da região intermediária, com 195 874 habitantes, de acordo com estimativas de 2018 do Instituto Brasileiro de Geografia e Estatística (IBGE).

## Regiões geográficas imediatas
| Região geográfica imediata | Municípios | População Estimativa 2018 | Área (km²) |
| -------------------------- | --- | ------------------------- | ---------- |
| Araçatuba                  | Araçatuba Auriflama Bento de Abreu Gastão Vidigal General Salgado Guararapes Guzolândia Magda Monções Nova Castilho Nova Luzitânia Rubiácea Santo Antônio do Aracanguá Valparaíso                   | 313 593                   | 6 862,793  |
| Birigui-Penápolis          | Alto Alegre Avanhandava Barbosa Bilac Birigui Braúna Brejo Alegre Buritama Clementina Coroados Gabriel Monteiro Glicério Lourdes Luiziânia Penápolis Piacatu Santópolis do Aguapeí Turiúba Zacarias | 289 097                   | 4 829,530  |
| Andradina                  | Andradina Castilho Guaraçaí Ilha Solteira Itapura Lavínia Mirandópolis Murutinga do Sul Nova Independência Pereira Barreto Sud Mennucci                                                             | 200 451                   | 7 093,297  |
| Total                      | 44 | 803 141                   | 18 785,620 |